# Obermarpe
Obermarpe ist ein Ortsteil der Gemeinde Eslohe (Sauerland) im nordrhein-westfälischen Hochsauerlandkreis. Mitte 2023 hatte der Ort 36 Einwohner.

## Geographie
Die Ortschaft liegt etwa 4 km westlich von Cobbenrode im Naturpark Sauerland-Rothaargebirge. Höchste Erhebung ist der Hülsenberg nördlich von Obermarpe mit einer Höhe von 573 m.
Nachbarortschaften sind Cobbenrode, Schwartmecke, Dormecke, Obervalbert und Niedermarpe. Die Marpe entspringt südwestlich von Obermarpe auf einer Höhe von 497 m ü. NN und fließt weiter in Richtung Niedermarpe.

## Geschichte
Der Ort Obermarpe wurde erstmals 1243 urkundlich erwähnt. Seit dem 1. Januar 1975 ist Obermarpe, das vorher zu Cobbenrode gehörte, ein Ortsteil der erweiterten Gemeinde Eslohe.